# 伍堂卓雄
伍堂 卓雄（ごどう たくお、1877年（明治10年）9月23日 - 1956年（昭和31年）4月7日）は、日本の政治家、実業家、大日本帝国海軍の軍人。東京府士族。海軍造兵中将正三位工学博士。広島控訴院長の今村恭太郎は義兄弟（妹の夫）。養子に弁護士の伍堂輝雄（日本航空会長）。

## 生涯
金沢藩本多家の御殿医であった祖父が東京府に移住したため、神田の淡路町で出生した。東京府士族の陸軍軍医伍堂卓爾の長男。4歳の時、卓爾の金沢赴任に伴い転居。その後、広島と東京で中等教育を受けた。
東京府尋常中学校、第二高等学校を経て、1901年（明治34年）に東京帝国大学工科大学造兵学科卒業。その後、海軍造兵中技師や海軍大学校教官などを経て、1924年（大正13年）に呉海軍工廠長となり、同年海軍造兵中将進級。
1928年（昭和3年）、南満州鉄道（満鉄）によって朝鮮に設立が予定されていた昭和製鋼所の準備のため満鉄顧問となり、ドイツに派遣され、研究や設備の調達に当たった。
翌年、京城府に設立された昭和製鋼所の社長、ならびに満鉄理事となる。1937年（昭和12年）には林内閣で商工大臣兼鉄道大臣となり、同年5月31日、貴族院勅選議員に勅任される。
1938年（昭和13年）には日本商工会議所会頭と東京商工会議所第7代会頭に就任。翌年、多くの同郷出身で構成されたため「石川内閣」「阿部一族」などと皮肉られた阿部内閣でも商工大臣兼農林大臣に就任した。商工大臣時代には、統制経済論による商工会議所改革を提案し、2年後の岸信介による統制団体日本商工経済会（のちの日本経済団体連合会）設立の基礎を築いた。
当時まだ満州にあった岸信介の商工次官への起用を、前任次官の村瀬直養の強い反対を押し切って決定した。1942年（昭和17年）には日本能率協会会長、1945年（昭和20年）には軍需省顧問に就任している。

戦後、1945年（昭和20年）12月2日、連合国軍最高司令官総司令部は日本政府に対し伍堂を逮捕するように命令（第四次逮捕者9名中の1人）。A級戦犯容疑で巣鴨拘置所に勾留されるが、間もなく釈放され後に日本能率協会会長に復帰。さらに日本規格協会の初代会長も務めた。1946年（昭和21年）4月5日、貴族院議員を辞職した。同年、公職追放となる。1956年（昭和31年）4月7日、78歳で死去。墓所は多磨霊園(7-1-13)

## 編著書
著書
- 『工業用金属材料学』博文館、1903年。
- 『伸びゆく独逸 - ナチス・経済の実相を視る』日本評論社、1938年。
- 『東の日本・西の独逸』金星堂、1938年。
  - 「身辺雑話」『東の日本・西の独逸』金星堂、1938年。

編著
- 『国防資源論』日本評論社、1938年。

## 家族・親族

### 伍堂家
（石川県金沢市、東京都）
- 妻・新（東京、山田亦介四女）[1]

明治17年（1884年）7月生 - 没
- 男・卓[1]

大正7年（1918年）3月生 - 没
- 女・英子[1]

明治45年（1912年）1月生 - 没
- 養子・輝雄（元新日本製鉄会長永野重雄の弟、元日本航空会長）

明治39年（1906年）1月生 - 平成5年（1993年）12月没